# Rhamnus hupehensis
Rhamnus hupehensis là một loài thực vật có hoa trong họ Táo. Loài này được C.K. Schneid. miêu tả khoa học đầu tiên năm 1914.